# عبد الهادي شلا
عبد الهادي شلّا فنان تشكيلي فلسطيني (مواليد غزة عام 1948). خرِّيج كلية الفنون الجميلة / قسم التصوير بالقاهرة عام 1971. أقام حتى العام 2010 ثلاثة وعشرون معرضا شخصيا في الكعديد من البلاد العربية والأجنبية كما شارك طوال مسيرته(45 عاما من احتراف الفن) في العديد من المعارض والمؤتمرات الفنية عربيا وعالميا. وله نشاطات ثقافية متعددة في كتابة القصة القصيرة والشعر المنثور وكذلك في رسم الكاريكاتير. ويرأس مركز شلا للفنون والذي مقره بمدينة لندن/ أونتاريو بكندا منذ العام 2004 ،كما يرأس تحرير جريدة( الصراحة) التي تصدر عن مركز شلا للفنون منذ العام 2004 . وللفنان عبد الهادي شلا كتابات حول الفن وغيرها.